# Коэффициент полезного использования
Коэффициент полезного использования (КПИ) — характеристика эффективности системы (устройства, машины) в отношении преобразования или передачи энергии; определяется отношением полезно использованной энергии к суммарному количеству энергии, полученному системой.
Численно КПИ часто равен коэффициенту полезного действия (КПД).
Терминологически использование величины КПИ правильнее для характеристики тех процессов, где не приходится говорить действии как таковом: изменении угла поворота ротора электрического двигателя, перемещения тела, совершающего механическую работу в тепловых двигателях, то есть для большого класса энерготехнологических процессов.
Величиной, обратной КПИ, является энергоемкость.